# Преутешти (Њамц)
Преутешти (рум. Preutești) насеље је у Румунији у округу Њамц у општини Тимишешти. Oпштина се налази на надморској висини од 283 m.

## Становништво
Према подацима из 2002. године у насељу је живело 596 становника, од којих су сви румунске националности.